# Monta Ellis
Monta Ellis (Jackson, 26 de outubro de 1985) é um ex-basquetebolista profissional norte-americano. Seu último clube foi o Indiana Pacers na National Basketball Association. 

## Estatística na NBA

### Temporada Regular
| Ano      | Equipe                | PJ  | PT  | MPJ  | AP   | 3P   | LL   | RT  | AS  | BR  | TO  | PPJ  |
| -------- | --------------------- | --- | --- | ---- | ---- | ---- | ---- | --- | --- | --- | --- | ---- |
| 2005-06  | Golden State Warriors | 49  | 3   | 18.1 | .415 | .341 | .712 | 2.1 | 1.6 | 0.7 | 0.2 | 6.8  |
| 2006-07  | Golden State Warriors | 77  | 53  | 34.3 | .475 | .273 | .763 | 3.2 | 4.1 | 1.7 | 0.3 | 16.5 |
| 2007-08  | Golden State Warriors | 81  | 72  | 37.9 | .531 | .231 | .767 | 5.0 | 3.9 | 1.5 | 0.3 | 20.2 |
| 2008-09  | Golden State Warriors | 25  | 25  | 35.7 | .451 | .308 | .830 | 4.3 | 3.7 | 1.6 | 0.3 | 19.0 |
| 2009-10  | Golden State Warriors | 64  | 64  | 41.4 | .449 | .338 | .753 | 4.0 | 5.3 | 2.2 | 0.4 | 25.5 |
| 2010-11  | Golden State Warriors | 80  | 80  | 40.3 | .451 | .361 | .789 | 3.5 | 5.6 | 2.1 | 0.3 | 24.1 |
| 2011-12  | Golden State Warriors | 37  | 37  | 36.9 | .433 | .321 | .812 | 3.4 | 6.0 | 1.5 | 0.3 | 21.9 |
| 2011-12  | Milwaukee Bucks       | 21  | 21  | 36.0 | .432 | .267 | .764 | 3.5 | 5.9 | 1.4 | 0.3 | 17.6 |
| 2012-13  | Milwaukee Bucks       | 82  | 82  | 37.5 | .416 | .287 | .773 | 3.9 | 6.0 | 2.1 | 0.4 | 19.2 |
| 2013-14  | Dallas Mavericks      | 82  | 82  | 36.9 | .451 | .330 | .788 | 3.6 | 5.7 | 1.7 | 0.3 | 19.0 |
| 2014-15  | Dallas Mavericks      | 80  | 80  | 33.7 | .445 | .285 | .752 | 2.4 | 4.1 | 1.9 | 0.3 | 18.9 |
| Carreira |                       | 598 | 519 | 36.1 | .455 | .319 | .776 | 3.7 | 4.9 | 1.7 | 0.3 | 19.4 |

### Playoffs
| Ano      | Equipe                | PJ | PT | MPJ  | AP   | 3P   | LL   | RT  | AS  | BR  | TO  | PPJ  |
| -------- | --------------------- | -- | -- | ---- | ---- | ---- | ---- | --- | --- | --- | --- | ---- |
| 2006-07  | Golden State Warriors | 11 | 6  | 21.6 | .390 | .111 | .821 | 2.3 | 0.9 | 0.9 | 0.2 | 8.0  |
| 2012-13  | Milwaukee Bucks       | 4  | 4  | 38.0 | .436 | .158 | .375 | 3.3 | 5.5 | 2.5 | 0.3 | 14.3 |
| 2013-14  | Dallas Mavericks      | 7  | 7  | 35.6 | .409 | .353 | .871 | 2.4 | 2.9 | 1.3 | 0.1 | 20.4 |
| 2014-15  | Dallas Mavericks      | 5  | 5  | 39.4 | .468 | .367 | .750 | 3.2 | 5.2 | 2.0 | 0.6 | 26.0 |
| Carreira |                       | 27 | 22 | 29.0 | .409 | .258 | .747 | 2.5 | 2.4 | 1.3 | 0.2 | 13.1 |